# Cornelis de Bie
Cornelis de Bie (Lier, 10 febbraio 1627 – 1715) è stato un poeta, retore, giurista e politico belga.
È autore di circa 64 opere, per la maggior parte commedie. Ad oggi è conosciuto principalmente per i suoi appunti biografici di pittori olandesi e fiamminghi, contenuti nella sua opera Gulden Cabinet der Edel Vry Schilderconst, stampata nel 1662.

## Biografia
Cornelis era figlio del pittore Adriaen de Bie e membro della Camera di retorica di Lier; dopo i suoi studi in legge all'università di Lovanio, ritornò a Lier dove divenne notaio e venditore di libri. Si sposò due volte: la prima con Elisabeth Smits, che morì nel 1662 e la seconda con Isabella Caelheyt, che invece morì nel 1706. Ebbe otto figli, quattro per ogni moglie.

## IlGulden Cabinet
Quando Jan Meyssens gli chiese di scrivere un libro su biografie di pittori, de Bie cominciò quello che sarebbe diventato il più importante libro olandese sui pittori del XVII secolo. Quest'opera di biografie di artisti continua la tradizione dello Schilder-boeck di Karel van Mander e soprattutto delle Vite di Giorgio Vasari. Per molti artisti utilizzò come fonti proprio queste due opere, ma l'importanza del suo lavoro sta nelle biografie uniche di autori del settecento che furono attivi dopo Vasari e van Mander. Scritto in versi, è un'opera tanto vasta da dipanarsi in più di 500 pagine e include incisioni di più di 50 pittori. Fu un'importante fonte di dati per Arnold Houbraken, il quale scrisse la sua opera, lo Schouburgh, citando anche direttamente de Bie. L'opera fu pubblicata per la prima volta nel 1662 ad Anversa; una seconda edizione, contenente biografie di scultori ed architetti, non è mai stata pubblicata.

### Intrattenimento poetico ed accuratezza storica
Come Vasari e Van Mander prima di lui, le biografie di De Bie sono inframezzate da aneddoti scherzosi. Anche se tali scelte letterarie appartengono ad una lunga tradizione retorica, molte di queste storie furono etichettate come "storicamente inattendibili" dagli storici del IX secolo e solo recentemente alcune di queste sono state riabilitate. Ad ogni modo, dato che spesso tali storie hanno rappresentato le uniche fonti per conoscere le vite di alcuni artisti, sono sempre state ripetute come certe in tutti i loro punti. Come esempio si possono portare apprendistati citati da de Bie, oggi ritenuti improbabili poiché gli artisti in questione dipinsero generi totalmente differenti rispetto a quelli dei presunti maestri.